# 招财进宝 (杨超越歌曲)
《招财进宝》是博纳影业出品、完美青春OST制作的电影《武林怪兽》贺岁主题歌，由张旭、崔博、翟剑作词，张旭作曲，火箭少女101成员杨超越演唱，于2018年11月28日发行上线。

## 歌曲信息
电影《武林怪兽》贺岁主题歌《招财进宝》，是中国大陆女歌手、火箭少女101成员杨超越演唱的首支电影主题曲，由张旭、崔博、翟剑作词，张旭作曲；经博纳影业集团股份有限公司出品以及完美青春文化传播有限公司OST制作，于2018年11月28日正式发行。整首歌曲节奏欢快、旋律朗朗上口，配合杨超越的嗓音，营造出新春贺岁的气氛。在歌曲MV中，杨超越与电影中的怪兽招财组成“招财进宝组合”，为观众送上祝福。片方希望藉由这首歌为观众带来好运，让压力大的人们能像歌词里唱到的“忘掉忧愁，乐在心头，抛开世俗的烦忧”，忘记心中的忧愁与烦恼；杨超越希望通过这首歌来告诉大家，要笑对生活中的苦与乐。

## 歌曲影响
《招财进宝》MV公布之后，微博留言区收到了来自网友的愿望，例如“希望早日升职加薪，月薪过万”、“招财神曲，一夜暴富”。歌曲在发售的次日获得了QQ音乐巅峰人气榜的日榜冠军；而当周周榜方面则是获得了第二名，位居易烊千玺演唱的《Don't Tie Me Down》之后。除此之外，这首歌曲还被网友称作“招财神曲”。